# Livada

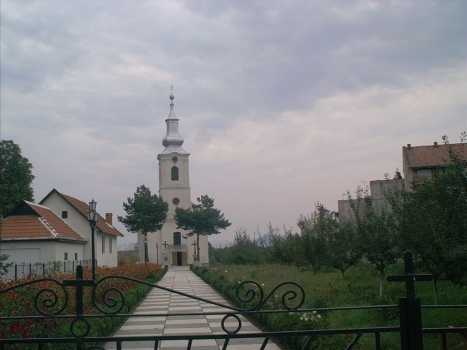
Griechisch-katholische Kirche in Livada

Livada (früher Șarchiuz; deutsch Wiesenhaid, ungarisch Sárköz) ist eine Kleinstadt im Kreis Satu Mare in Rumänien.

## Lage
Livada liegt im Nordwesten Rumäniens in einer Talsenke am südwestlichen Rand der Ostkarpaten. Die Kreishauptstadt Satu Mare befindet sich etwa 20 km südwestlich.

## Geschichte
Die ältesten archäologischen Funde der Region stammen aus der Stein- und der Bronzezeit.
Livada ist 1270 erstmals urkundlich erwähnt. 1457 wurde die heute reformierte Kirche errichtet. 1740 entstand eine Ziegelei, 1760 das Schloss Vecsey. Bis 1918 gehörte der Ort zum Königreich Ungarn bzw. zu Österreich-Ungarn. Nach dem Ersten Weltkrieg kam er zu Rumänien, von 1940 bis 1944 infolge des Zweiten Wiener Schiedsspruches vorübergehend wieder zu Ungarn.
2006 erhielt Livada den Status einer Stadt.
Die wichtigsten Wirtschaftszweige sind die Landwirtschaft und der Handel.

## Bevölkerung
Zu Beginn des 18. Jahrhunderts wurden im Ort 84 Familien, bei einer Volkszählung 1784 1572 Bewohner registriert. 1880 lebten auf dem Gebiet der heutigen Stadt 4347 Personen, darunter 3808 Ungarn, 153 Serben, 41 Slowaken, 23 Rumänen, 20 Deutsche und 12 Ukrainer. 2240 wohnten in Livada selbst, die übrigen 2107 in den drei heute eingemeindeten Ortschaften. 1920 wurden außerdem 222 Juden registriert.
Bei der Volkszählung 2002 lebten in Livada 7004 Einwohner, davon 5056 in der Stadt selbst, 1948 in den eingemeindeten Dörfern. 4221 waren Ungarn, 2409 Rumänen, 317 Roma, 41 Ukrainer und 13 Deutsche (Sathmarer Schwaben).

## Verkehr
Livada liegt an der Bahnstrecke von Satu Mare nach Bixad. Hier verkehren am Tag etwa sechs Zugpaare. Durch die Stadt führt die Europastraße 58, welche hier von Halmeu nach Baia Mare (Frauenbach) führt. Regelmäßige Busverbindungen bestehen nach Satu Mare.

## Sehenswürdigkeiten
- Ukrainische Kirche Acoperamântul Maicii Domnului (1700)
- Reformierte Kirche (1457/1779)
- Orthodoxe Kirche Aflarea Sf. Cruci (1799)
- Barockschloss Vecsey (1760)
- Dendrologischer Park